# Abacería

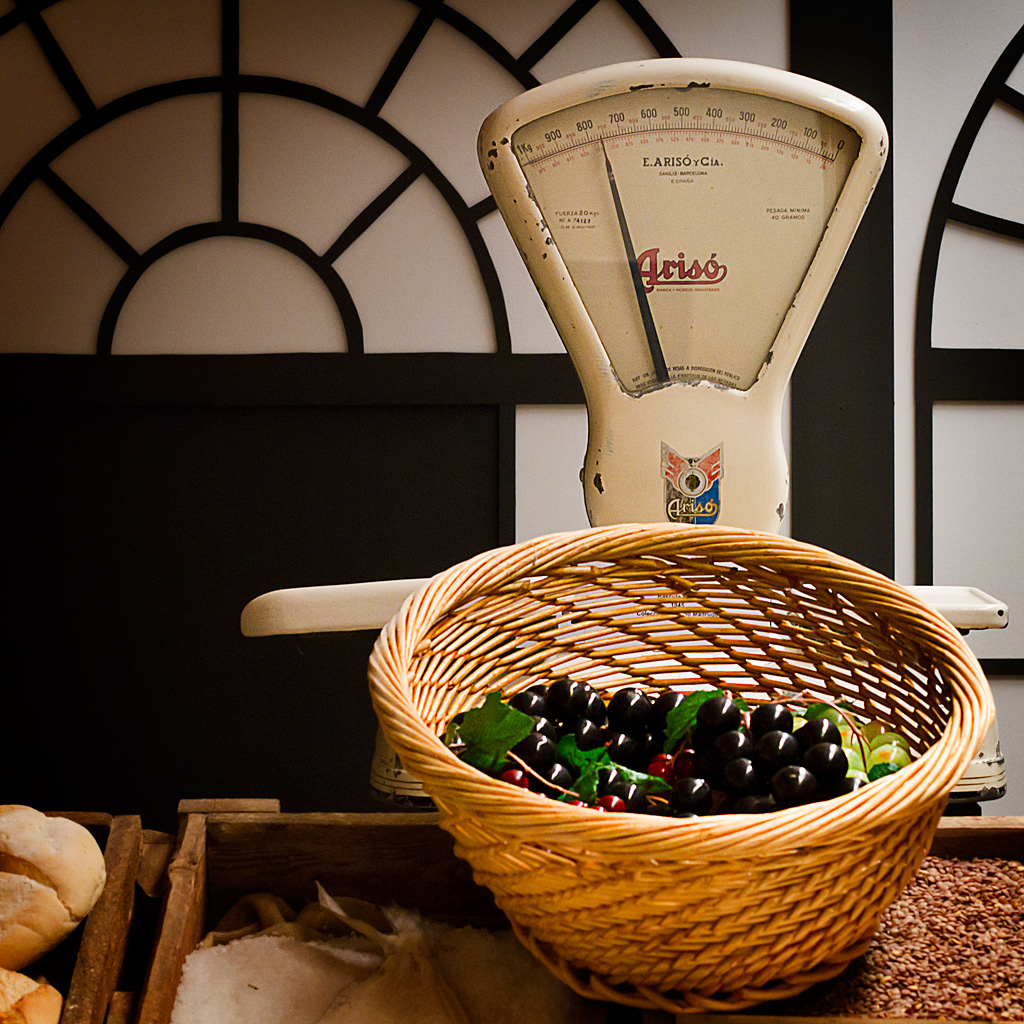
Recreación de una abacería

Se entiende por abacería al puesto, tienda o almacén donde se venden al por menor aceite, vinagre, aguardiente, bacalao, legumbres secas, etc. 
En algunas provincias, se entendía únicamente por abacería a la tienda o despacho donde se vendían al por menor aguardiente, aceite u otros efectos de consumo cuando para su suministro o venta se había procedido a una subasta en virtud de la cual solo se podían vender por el arrendatario. 
Contemporáneamente, en algunos lugares de Andalucía se denomina abacería a un tipo de bar que, junto a la bebida, permite consumir encurtidos o latas suministrados por el propio establecimiento. 